# 미기 (대한민국의 가수)
미기(Migi, 본명: 류재연)는 대한민국의 여성 가수, 싱어송라이터, 뮤지컬배우이다.

## 개요
미기(Migi)는 유명 크리에이터 겸 트로트 가수, 뮤지컬배우다. 작곡가 또는 뮤지컬 음악감독으로도 활동하고 있다. 트로트, 발라드, 알앤비 등 다양한 장르의 노래를 부른다. 대표곡으로는 〈골라골라〉, 〈자화상〉, 〈그 집 앞〉 등이 있다.
자신의 이름을 내건 인터넷 방송 '미기 뮤직톡'에서 부른 노래 〈천년지기〉 동영상이 각종 SNS를 타고 2년여 만에 2300만뷰를 돌파했다. 10~20대는 물론 중년층 사이에서 입소문을 타면서 팬클럽이 결성되는 등 아이돌 못지않은 인기를 누리며 '유튜브 스타'가 되었다.
유튜브 채널 '미기MIGI TV'를 운영하면서 커버송을 업로드하고, 가수들을 초대해 미기쇼를 진행하고 있다. 좋은 분위기를 담은 자신의 노래를 널리 퍼트리고 싶어서 아름다울 미(美), 기운 기(氣)를 붙여 '미기'란 예명을 만들었다. 구독자수가 2021년 9월 29일 현재 28만명이다. 2020년 12월 KBS 2TV '트롯 전국체전'에 참가하였다. 노래로 사람을 위로해주고 좋은 기운을 준다하여 '힐링 가수'라는 별칭도 있다. 현재 다양하고 왕성한 활동을 하고 있다.

## 데뷔
- 2001년 '한일친선교류 가요제'에서 대상을 수상한 후, 라이브 가수 및 뮤지컬배우 류재연, 뮤지컬 음악감독으로 10년간 활동하다가 2010년 1월 12일 싱글앨범 《To My Love》를 발매하며 가수 미기(Migi)로 데뷔했다.

## 앨범
- 2010.01.12. 1집 싱글 《To My Love》 수록곡 〈To My Love〉,〈For Me〉 (장르:발라드)
- 2013.08.05. 2집 싱글 《자화상》 수록곡 〈자화상〉,〈To My Love〉,〈For Me〉 (장르: 발라드, 발매사:RIAK, 기획사:RIAK)
- 2014.09.22. 3집 EP 《Happy Love》 수록곡 〈그대 없이는 못살아 (미기 Ver.)〉,〈미기송 (美氣 SONG)〉 (장르: 발라드, 발매사:(주)다날엔터테인먼트, 기획사:BE컴퍼니)
- 2016.01.08. 4집 정규 《미기 스타일》 수록곡 〈천넌지기〉,〈시계바늘〉,〈꽃물〉,〈안동역에서〉,〈내 나이가 어때서〉,〈초혼〉,〈그대 없이는 못살아〉,〈골라골라〉,〈나 같은건 없는 건가요〉,〈빗물〉,〈불놀이야〉,〈해운대 연가〉,〈사랑찾아 인생찾아〉,〈지중해〉,〈비와 당신〉,〈바램〉 (장르:성인가요, 발매사:RIAK, 기획사:BE컴퍼니)
- 2016.11.25. OST 《여자의 비밀 OST Part.19》 수록곡 〈떠나간 여자〉 (장르:발라드/드라마, 발매사:(주)다날엔터테인먼트, 기획사:더하기미디어)
- 2018.12.26. 5집 EP 《그 집 앞》 수록곡 〈그 집 앞〉,〈골라골라〉,〈천년지기〉 (장르:성인가요, 발매사:RIAK, 기획사:BE컴퍼니)
- 2020.11.20. 6집 싱글 《희망가》 수록곡 〈희망가 (feat. 김태원)〉 (장르:성인가요, 발매사:(주)다날엔터테인먼트, 기획사:BE컴퍼니)

## 활동
- 1집 타이틀 곡인 〈To My Love〉는 행복한 연인들의 이야기이자 결혼식 축가이다. 〈For Me〉는 뮤지컬의 한 장면을 상상하며 뮤지컬 넘버처럼 표현한 곡이다.[3]
- 뮤지컬 배우 출신 가수 기희진의 퓨전 트로트 싱글 앨범 《자을~가거라》(수록곡: 〈자을~가거라〉, 〈뽕뽕짝짝〉, 〈대인배〉)의 작사/작곡/편곡을 맡아 싱어송라이터로서의 활동을 시작했다.[4]
- 미기가 노래를 불러 유튜브에 올린 조영남의 히트곡 '화개장터' 동영상을 나중에 조영남이 보고 두 사람의 인연이 맺어졌다. 미기의 공연에 조영남이 등장하거나, 반대로 조영남의 공연에 미기가 초청돼 무대에 오르기도 했는데 이런 모습을 두고 일각에선 '조영남이 키우는 가수'라는 풍문도 들렸다.[5]
- 2011년 필리핀에서 현지 배우들과 4개월간 뮤지컬 활동을 하며 다문화에도 관심을 가졌다.
- 2013년 5월 10일 공식 팬클럽이 창단됐다.
- 〈미기 뮤직톡〉 - 아프리카TV에서 '미기 뮤직톡'이란 제목으로 인터넷 생방송으로 주3회 팬들의 신청곡을 라이브로 노래했으며, 입소문을 타기 시작하면서 매회 40만명 정도가 접속할 정도로 인기가 급상승했다.[6]

## 경력
- 2012.05.30. 베스트BJ 선정
- 2012.06.16. 모바일BJ 프론티어 선정
- M2 Studio 프로듀서, 작곡가
- 남예종예술실용전문학교 실용음악계열 교수
- 2019.07.23. 인천광역시 남동구 홍보대사[7]

## 수상
- 2001년 《한일친선교류 가요제》 대상[8]

## 학력
- 동덕여자대학교 졸업

## 공연
- 연극 《우동 한 그릇》 여주인 춘 역
- 뮤지컬 《오덕스토리》 김순희 역
- 뮤지컬 《피터 팬》 론 역
- 뮤지컬 《해님 달님》 돌이 역
- 뮤지컬 《성공을 넘어》
- 2009.01.15. ~ 2009.01.23. 뮤지컬 《미스타 조》 (고양 어울림누리 별모래극장)
- 2009.04.03. ~ 2009.05.24. 뮤지컬 《걸스 나잇》 (문화일보홀), 캐롤 역
- 2009.05.29. ~ 2009.08.30. 뮤지컬 《걸스 나잇》 (명보아트홀), 캐롤 역

## TV
- 일본 NHK 음악 다류멘터리 《밥 딜런의 음악세계》 출연
- 2020.12.05. KBS 2TV 《트롯 전국체전》1회 ~ 2회

## 라디오
- 2020.11.26. TBN 부산교통방송 《TBN차차차》미기, 요요미 - 게스트 '미미시스터스(미기 + 요요미)'

## 인터넷방송
- 2012.04.08. 아프리카TV 《미기 뮤직톡》 1회
- 2012.08.12. 아프리카TV 《미기 뮤직톡》 100회
- 2012.12.08. 아프리카TV 《미기 뮤직톡》 200회
- 2012.12.26. 첫 스튜디오 '쿵' 방송
- 2013.04.08. 아프리카TV 《미기 뮤직톡》 300회 및 1주년
- 2013.08.31. 아프리카TV 《미기 뮤직톡》 400회